# Râul Râușorul, Râul Târgului
Râul Râușorul este un râu afluent al Râului Târgului.